# Yūya Ōshima
Yūya Ōshima (jap. 大島 祐哉, Ōshima Yūya; * 5. März 1994) ist ein japanischer Tischtennisspieler. Mit Masataka Morizono wurde er 2017 Vize-Weltmeister im Doppel und gewann 2015 und 2017 die World Tour Grand Finals.

## Werdegang

Verlauf der Weltranglistenposition

Ōshimas erstes World-Tour-Turnier waren die Polish Open 2012, bei denen er im U21-Bereich antrat, im Dezember stieg er auf Platz 203 in die Weltrangliste ein. Bei den Korea Open 2014 kam er bis ins Viertelfinale, wodurch er im Juli um 65 Plätze auf Rang 137 sprang. Zusammen mit seinem Doppelpartner Masataka Morizono gewann er die Czech Open und damit seine erste World-Tour-Medaille, im September 2014 befand er sich erstmals in den Top 100. Bei der Weltmeisterschaft 2015 kamen Ōshima und Morizono im Doppel bis ins Viertelfinale, wo sie den späteren Siegern Xu Xin und Zhang Jike im Entscheidungssatz unterlagen. Bei der Asienmeisterschaft gewann Ōshima Bronze im Doppel und Mixed, bei den Philippines Open mit Gold seine erste Einzelmedaille. Im September 2015 sprang er in der Weltrangliste von Platz 60 auf 22, zudem qualifizierte er sich im Einzel, Doppel und U21 auch für die Grand Finals, bei denen er im Doppel und U21-Wettbewerb Gold gewann und in der Folge mit Weltranglistenplatz 18 eine neue persönliche Bestmarke erreichte.
2016 folgten die Silbermedaille bei der Team-WM in Malaysia, weitere Erfolge im Doppel – unter anderem Silber bei den Grand Finals – und im Einzel Ōshimas Sieg bei den Swedish Open. Bei der WM 2017 gewannen er und Morizono die Silbermedaille im Doppel, bei den Grand Finals Ende des Jahres Gold. Bei der WM 2018 war er Teil des japanischen Teams, das als amtierender Vize-Weltmeister antrat, in der Gruppenphase aber überraschend gegen England und im Viertelfinale gegen Südkorea verlor und somit ohne Medaille ausschied. Im Doppel mit Morizono gewann Ōshima die Austrian Open 2018 und qualifizierte sich zum vierten Mal in Folge für die Grand Finals, bei denen sie im Halbfinale gegen Ho Kwan Kit/Wong Chun Ting ausschieden. 2019 spielte das Doppel nur zwei Turniere zusammen: die Qatar Open, bei denen es im Viertelfinale an Timo Boll/Patrick Franziska scheiterte, und die Weltmeisterschaft in Budapest, wo Ōshima und Morizono, an Position 1 gesetzt, in der zweiten Runde überraschend mit 3:4 gegen das an Position 22 gesetzte Duo Tristan Flore/Emmanuel Lebesson verloren. Auch wegen geringer Aktivität fiel Ōshima im Dezember zum ersten Mal seit 2014 wieder aus den Top 100 der Weltrangliste heraus. Nach 2019 nahm er an keinen internationalen Turnieren mehr teil (Stand: August 2025).

## Turnierergebnisse
| Verband | Veranstaltung                | Jahr | Ort            | Land | Einzel        | Doppel        | Mixed      | Team          | U-21          |
| ------- | ---------------------------- | ---- | -------------- | ---- | ------------- | ------------- | ---------- | ------------- | ------------- |
| JPN     | Asienmeisterschaft           | 2017 | Wuxi           | CHN  | letzte 16     | Viertelfinale |            | Halbfinale    |               |
| JPN     | Asienmeisterschaft           | 2015 | Pattaya        | THA  | letzte 32     | Halbfinale    | Halbfinale |               |               |
| JPN     | ITTF World Tour              | 2018 | Linz           | AUT  | Qual.         | Gold          |            |               |               |
| JPN     | ITTF World Tour              | 2018 | Panagjurischte | BUL  | letzte 16     | Silber        |            |               |               |
| JPN     | ITTF World Tour              | 2018 | Geelong        | AUS  | Halbfinale    | Silber        |            |               |               |
| JPN     | ITTF World Tour              | 2018 | Hongkong       | HKG  | letzte 32     | Silber        |            |               |               |
| JPN     | ITTF World Tour              | 2018 | Doha           | QAT  | letzte 32     | Silber        |            |               |               |
| JPN     | ITTF World Tour              | 2017 | Tokio          | JPN  | letzte 32     | Halbfinale    |            |               |               |
| JPN     | ITTF World Tour              | 2017 | Doha           | QAT  | letzte 32     | Gold          |            |               |               |
| JPN     | ITTF World Tour              | 2017 | Neu-Delhi      | IND  | Viertelfinale | Gold          |            |               |               |
| JPN     | ITTF World Tour              | 2016 | Stockholm      | SWE  | Gold          | Viertelfinale |            |               |               |
| JPN     | ITTF World Tour              | 2016 | Chengdu        | CHN  | letzte 32     | Halbfinale    |            |               |               |
| JPN     | ITTF World Tour              | 2016 | Warschau       | POL  | letzte 64     | Gold          |            |               |               |
| JPN     | ITTF World Tour              | 2016 | Doha           | QAT  | Qual.         | Halbfinale    |            |               |               |
| JPN     | ITTF World Tour              | 2016 | Berlin         | GER  | Qual.         | Gold          |            |               |               |
| JPN     | ITTF World Tour              | 2015 | Stockholm      | SWE  | letzte 32     | Halbfinale    |            |               |               |
| JPN     | ITTF World Tour              | 2015 | Olmütz         | CZE  | letzte 32     |               |            |               | Gold          |
| JPN     | ITTF World Tour              | 2015 | Kobe           | JPN  | Qual.         | Halbfinale    |            |               | Gold          |
| JPN     | ITTF World Tour              | 2015 | Zagreb         | HRV  | letzte 32     | Gold          |            |               |               |
| JPN     | ITTF World Tour              | 2015 | Subic Bay      | PHI  | Gold          |               |            |               | Silber        |
| JPN     | ITTF World Tour              | 2014 | Jekaterinburg  | RUS  | letzte 64     |               |            |               | Gold          |
| JPN     | ITTF World Tour              | 2014 | Olmütz         | CZE  | letzte 16     | Gold          |            |               | Viertelfinale |
| JPN     | ITTF World Tour Grand Finals | 2018 | Incheon        | KOR  | letzte 16     | Halbfinale    |            |               |               |
| JPN     | ITTF World Tour Grand Finals | 2017 | Astana         | KAZ  | letzte 16     | Gold          |            |               |               |
| JPN     | ITTF World Tour Grand Finals | 2016 | Doha           | QAT  | letzte 16     | Silber        |            |               |               |
| JPN     | ITTF World Tour Grand Finals | 2015 | Lissabon       | POR  | Viertelfinale | Gold          |            |               | Gold          |
| JPN     | Weltmeisterschaft            | 2019 | Budapest       | HUN  |               | letzte 32     |            |               |               |
| JPN     | Weltmeisterschaft            | 2018 | Halmstad       | SWE  |               |               |            | Viertelfinale |               |
| JPN     | Weltmeisterschaft            | 2017 | Düsseldorf     | GER  |               | Silber        |            |               |               |
| JPN     | Weltmeisterschaft            | 2016 | Kuala Lumpur   | MAS  |               |               |            | Silber        |               |
| JPN     | Weltmeisterschaft            | 2015 | Suzhou         | CHN  |               | Viertelfinale |            |               |               |